# 양영희
양영희(梁英姬, 1964년 11월 11일~)는 대한민국의 다큐멘터리 영화 감독이다.
재일 한국인 2세이며, 대표작으로는 베를린영화제 최우수 아시아 작품상을 수상한 디어 평양(Dear Pyongyang)이 있다. 2012년 가족의 나라는 세계 18개 영화제에 초청됐고 2012년 일본 최고의 영화 선정과 일본영화기자협회 최우수 작품상을 받았다.

## 작품
- 《디어 평양》 (2006년)
- 《사랑스런 선화》 (2011년)
- 《가족의 나라》 (2012년)
- 《수프와 이데올로기》 (2022년)